# Haitang Bay Circuit
Het Haitang Bay Circuit is een stratencircuit in Sanya, China. Op 23 maart 2019 was het circuit voor het eerst gastheer van een Formule E-race, de ePrix van Sanya. Deze race werd gewonnen door DS Techeetah Formula E Team-coureur Jean-Éric Vergne.

## Ligging
Het circuit is 2,236 kilometer lang en heeft 11 bochten. Het circuit is gelegen aan de zuidelijke kust van het eiland Hainan en loopt langs het resort Atlantis Sanya. Het circuit loopt tegen de klok in. In juli 2018 werd de aanleg van het circuit aangekondigd en in maart 2019 werd de eerste ePrix gehouden.